# ProFTPD
ProFTPDは、UNIX系OSのFTPサーバソフトウェアの一つ。セキュリティに不安のあったWU-FTPDに代わるものとして開発された。
適切に設定すれば安定してセキュアな動作が可能であるとしている。ライセンス形態はGPL。
ProFTPDは一つの設定ファイル（/etc/proftpd.conf）のみを使用し、その形式はApache HTTP Serverのものと非常によく似ている。
ProFTPDは単独のデーモンとして動作させることもinetdやxinetdから動作させることも可能である。

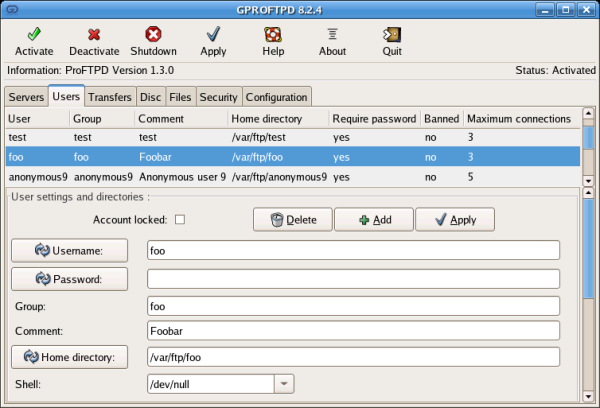
GAdmin-ProFTPD